# Auto-Abo
Ein Auto-Abo (auch Auto Abo oder AutoAbo, englisch Car Subscription) ist ein modernes Mobilitätsmodell, bei dem Kunden für einen festen monatlichen Preis ein Fahrzeug ihrer Wahl nutzen können. Der Monatspreis deckt alle laufenden Kosten wie die Kfz-Versicherung, die Wartung inklusive Verschleißteile, ganzjährig passende Bereifung sowie weitere Nebenkosten ab. Ausgenommen sind die Kosten für das Tanken oder Laden je nach Motorisierung. Das Konzept unterscheidet sich von Carsharing oder einer Autovermietung, indem das Auto-Abo ein Hauptfahrzeug langfristig ersetzen kann, jedoch der Mietzeitraum flexibel bleibt. 

## Definition (erweitert)
Das Auto-Abo ist ein Geschäftsmodell, bei dem Kunden gegen eine monatlich festgelegte Rate ein oder mehrere Fahrzeuge nutzen können, ohne die Eigentumsrechte am Fahrzeug zu erwerben – diese verbleiben beim Anbieter. Im Vergleich zu traditionellen Leasing- oder Kaufmodellen zeichnet sich das Auto-Abo durch eine höhere Flexibilität aus, insbesondere hinsichtlich der Vertragslaufzeiten. Zudem sind im Abo-Modell sämtliche Nebenkosten wie Kfz-Versicherung, Wartung, Kfz-Steuer und auch die saisonale Bereifung bereits in der monatlichen Gebühr enthalten. Eine Abgrenzung zur Autovermietung oder Langzeitmiete ist, dass das Auto-Abo das Hauptfahrzeug eines Kunden ersetzt, während Miete zumeist als Überbrückung einer Übergangszeit genutzt wird. Auto-Abos werden als Teil der Sharing Economy bzw. der Subscription Economy verstanden. Auto-Abos werden zudem als Form von „Transportation-as-a-Service“ bzw. „Mobility-as-a-Service“ eingegliedert, da es moderne Mobilitätsbedürfnisse wie Flexibilität und Kostenübersicht adressiert.

## Das Auto-Abo im Kontext
Das Auto-Abo hat sich in den vergangenen Jahren als Alternative zu Kauf oder Leasing eines Autos etabliert. Dabei wird das Auto monatsweise zum Flatrate-Preis abonniert. In einem Auto-Abo sind typischerweise alle Nebenkosten (Versicherung, Wartung, Verschleiß, Kfz-Steuer, Rundfunkgebühren, saisonale Bereifung, Überführung, Hauptuntersuchung und Reifenservice) in der Flatrate enthalten. Nur das Tanken bzw. das Aufladen eines Elektroautos bleibt Aufgabe des Abonnenten. Das Konzept Auto-Abo als Geschäftsmodell wird gezielt als Mobilitätslösung zwischen Mietwagen und Leasing angesiedelt. Anders als beim Carsharing oder Mietwagen, besitzt man beim Auto-Abo jedoch einen eigenen Pkw für mehrere Monate anstatt für Stunden, Tage oder Wochen. Experten sehen einen Vorteil für den Kunden darin, dass der Zeitraum deutlich flexibler zu gestalten ist als bei Leasingverträgen. Allerdings ist zu beachten, dass – anders als bei einem Kauf – Leasing und Finanzierung keine Individualisierung der Fahrzeuge (Konfiguration) möglich ist. Die Ausstattung der Fahrzeuge ist in der Regel vorgegeben.
Einige Anbieter sind darauf ausgerichtet, Neuwagen oder neuwertige Fahrzeuge für das Abo zur Verfügung zu stellen. Andere hingegen bieten nur gebrauchte Fahrzeuge an. In der Regel sind die Gebrauchtfahrzeuge sehr jung und selten älter als 1 Jahr. Jedoch kommen auch Anbieter auf den Markt die Gebrauchtwagen im Abo anbieten, es gilt den Markt weiter zu beobachten.
Dabei kann ein Auto-Abo für einige Kunden neben der Flexibilität und dem geringen Aufwand auch einen finanziellen Vorteil bieten. Ein Auto-Abo bietet einen transparenten Überblick über die monatlichen Kosten für den Besitz eines Autos. Im Schnitt unterschätzen Fahrzeughalter ihre monatlichen Kosten für den Besitz ihres Autos um 221 €, was rund 52 % der monatlichen Kosten entspricht. Auto-Abos hingegen bieten eine transparente Preisgestaltung für den Abonnenten. Eine Anzahlung ist bei Auto-Abos unüblich und wird selten verlangt.

## Angebotene Services im Auto-Abo
Die meist noch jungen Angebote an Auto-Abos unterscheiden sich stark hinsichtlich der angebotenen Services. Die meisten Auto-Abo-Angebote bieten dem Kunden ein All-Inclusive-Abo gegen eine monatliche Gebühr. Vereinzelte Anbieter, besonders Start-ups, verlangen darüber hinaus eine einmalige Anmeldegebühr. Besonders bei der Laufzeit unterscheiden sich die Angebote deutlich. Die meisten Anbieter setzen eine Mindestlaufzeit zur Nutzung des Autos von sechs Monaten voraus. Gegen einen zusätzlichen monatlichen Aufpreis bieten einige Anbieter auch kürzere Laufzeiten für mehr Flexibilität an. Der entscheidende Unterschied besteht darin, ob Kunden ihr Auto-Abo nach der Mindestlaufzeit auch weiterhin mit monatlicher Kündigungsfrist ohne eine neue langfristige Bindung behalten können, oder ob diese einen neuen Vertrag abschließen müssen. Darin lassen sich Auto-Abos, die dem Prinzip der Subscription und dem Mobility-as-a-Service-Modell folgen, von verkürzten Miet- und Leasingangeboten unterscheiden.
Darüber hinaus bieten Auto-Abos eine Reihe von Zusatzleistungen an, die in der monatlichen Gebühr enthalten sind. Dabei unterscheiden sich die Angebote z. B. in der angebotenen Selbstbeteiligung bei der Versicherung, Regelungen zu monatlichen Kilometerpaketen, Zusatzfahrer und Auslandsfahrten erheblich.
Der Bestellprozess eines Auto-Abos wird bei den meisten Anbietern relativ simpel gehalten. Meist über eine webbasierte Plattform können sich Kunden mit einigen relevanten Daten anmelden und ihr Wunschmodell gleich online bestellen. Die Autos sind vorkonfiguriert; es können nur vereinzelt eigene Konfigurationen vorgenommen werden.

## Voraussetzungen zum Abschluss eines Auto-Abos
Viele Auto-Abo-Anbieter haben bestimmten Voraussetzung, die ein potentieller Kunde erfüllen muss, um ein Auto-Abo abschließen zu können. Ein Großteil der Anbieter führt vor Vertragsschluss eine Bonitätsprüfung, etwa durch das Unternehmen Schufa oder bei geschäftlichen Kunden das Unternehmen Creditreform, durch. Bei nicht ausreichender Bonität wird von potentiellen Kunden eine zusätzliche Kaution verlangt oder ein Vertragsabschluss ganz abgelehnt. Neben der Bonität schränken viele Auto-Abo-Anbieter auch das Alter aus meist versicherungsrechtlichen Gründen auf eine gewisse Gruppe ein. So schwankt das Mindestalter bei den Anbietern im Vergleich zwischen 18 und 23 Jahren, das maximale Alter beträgt in der Regel zwischen 73 und 75 Jahren. Oftmals existieren weitere Abstufungen, sodass z. B. bei einem jungen Alter die Fahrzeugauswahl begrenzt ist.

## Wie unterscheidet sich das „echte Auto-Abo“ von anderen Vertragsarten?
Manchmal verbirgt sich hinter einem als Auto-Abo beworbenen Angebot eine andere Vertragsart, wie beispielsweise ein Leasing oder eine Langzeitmiete. Diese unterscheiden sich in wesentlichen Punkten vom echten Auto-Abo, das sich durch hohe Flexibilität und umfassende Inklusivleistungen auszeichnet. Es ist daher wichtig, die Vertragsbedingungen genau zu prüfen, um unerwartete Einschränkungen zu vermeiden.

## Anbieter von Auto-Abos
Auto-Abos werden von einer Vielzahl von Unternehmen auf dem Markt angeboten. Dabei lassen sich sich die Anbieter anhand Ihres Geschäftsmodells kategorisieren.
Mehrere Automobilhersteller haben in den vergangenen Jahren ihre eigenen Auto-Abo-Modelle eingeführt, direkt oder mit einem Kooperationspartner. Teilweise wurden die Angebote wieder eingestellt oder sogar danach wieder neu aufgelegt. Dazu zählen Automarken wie Porsche, Volvo, Hyundai, Mercedes-Benz, BMW, MINI, Volkswagen, Ford und KIA. Als Mietwagenunternehmen haben SIXT, Hertz und Europcar Autoabos im Angebot und sind in 2025 nach wie vor aktiv. Von den für das Autoabo gegründeten Startups sind einige Unternehmen bereits nicht mehr aktiv. In 2025 sind z. B. folgende Autoabo-Anbieter aktiv: FINN, Nextmove, eflat, Instadrive, Trustedcars, Sport Auto Plus, Sorglos Günstig Fahren, Miles Abo, Roadsurfer, Kinto. Eine Weitere Kategorie sind offene Marktplätze bzw. der Preisvergleich für das Autoabo mit Anbietern wie: AutoAbos.de und Abofahren.de. In der Kategorie Software für Autohändler und Händlermarktplatz befindet sich der Anbieter: Faaren. Anbieter wie Carvolution und Carify sind die bekanntesten Anbieter in der Schweiz .